# Leôncio de Erraste
Leôncio de Erraste (em armênio: Ղեւոնդ Եռաստեցի; romaniz.: Łevond Eṙastets’i; m. 558) foi um católico de todos os armênios de 545 a 548. Originário da vila de Erraste no cantão de Arberânia em Vaspuracânia, Leôncio sucedeu em 545 o católico Cristóvão I de Tirariche. Fiel aos princípios do Primeiro Concílio de Dúbio de 506, morreu em 548, e foi sucedido no trono catolicossal por Narses II.